# Historia de Alemania desde 1945

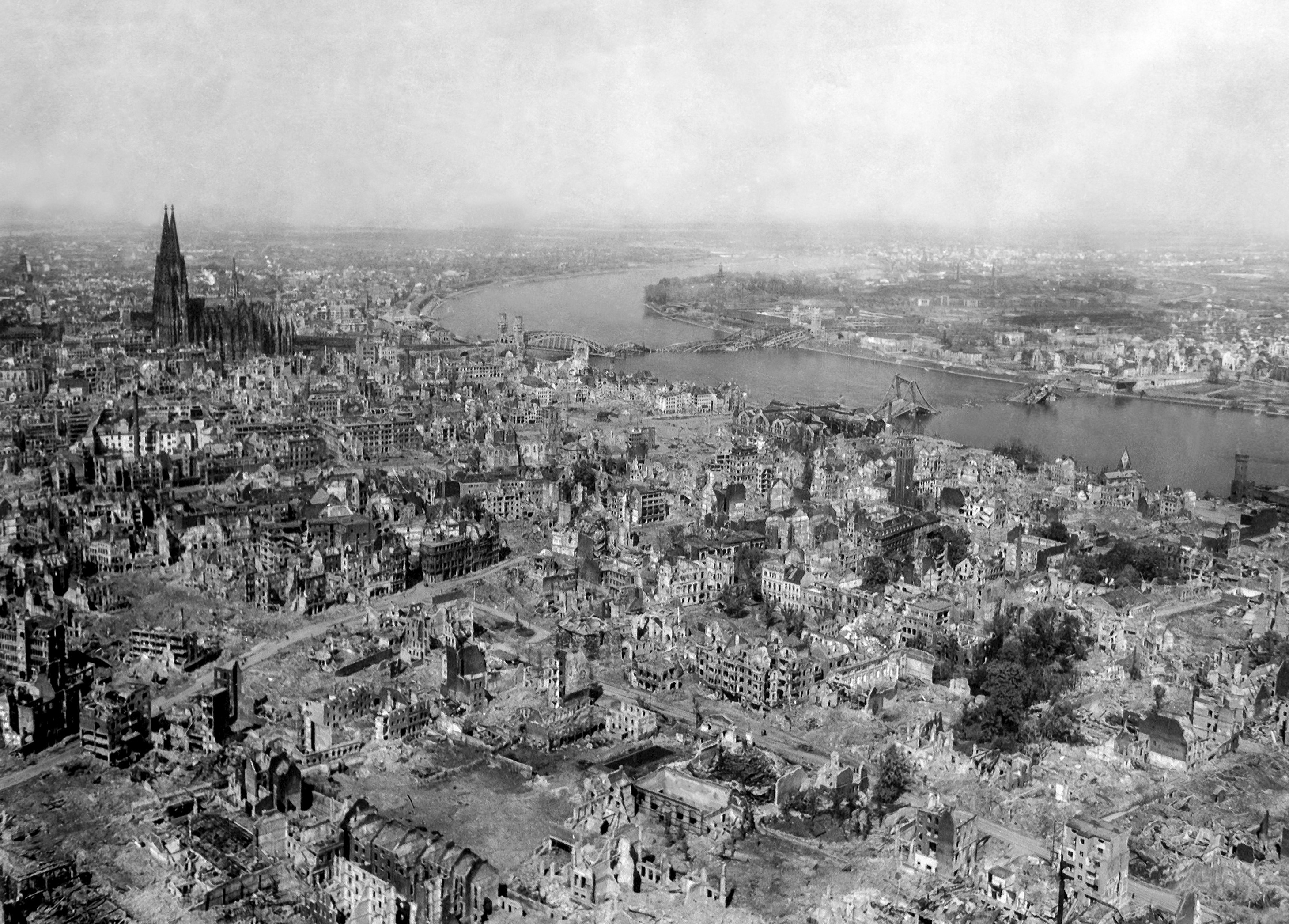
Vista de la ciudad de Colonia en 1945.

Tras el fin de la Segunda Guerra Mundial en Europa, Alemania fue ocupada militarmente por los Ejércitos Aliados, dividiéndose el territorio en cuatro zonas autónomas de ocupación, bajo el mando unificado de un Consejo de Control Aliado. Si bien el plan inicial era reunificar el país, la creciente tensión entre los Estados Unidos y la Unión Soviética (URSS) en el marco de la Guerra Fría provocó que en 1949 las zonas de ocupación occidentales se unieran en un nuevo Estado independiente denominado República Federal Alemana (RFA), a lo que la URSS respondió constituyendo ese mismo año la República Democrática Alemana (RDA) en su respectiva zona de ocupación. A partir de entonces cada Estado alemán siguió su propio modelo socioeconómico, situación que se agravó aún más en 1961 con el levantamiento del Muro de Berlín. Ya en 1990, tras el desmembramiento del bloque soviético y la caída del Muro de Berlín, fue posible concretar la reunificación de Alemania, que concluyó con la adhesión de la antigua República Democrática Alemana (RDA) bajo la jurisdicción de la República Federal de Alemania (RFA). El proceso dio como resultado una sola Alemania.

## Cuatro zonas de ocupación

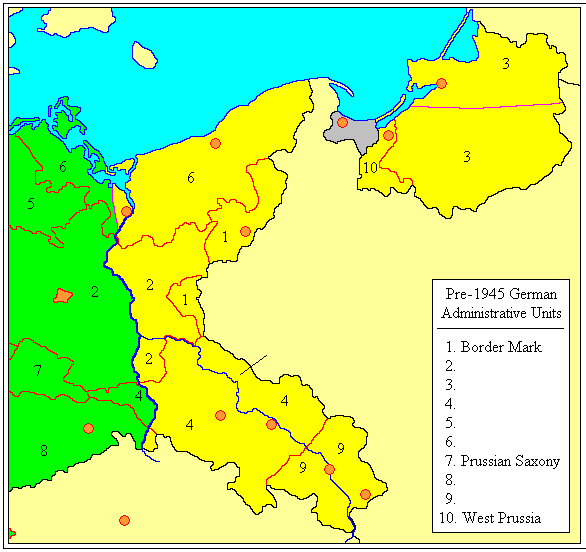
La Línea Oder-Neisse que establecía la nueva frontera de Alemania en el Este.

En la conferencia de Potsdam realizada en agosto de 1945, poco después de la rendición incondicional de la Alemania Nazi el 8 de mayo de 1945, los Aliados dividieron Alemania en cuatro zonas de ocupación militar —Francia al suroeste, Reino Unido al noroeste, Estados Unidos al sur, y la Unión Soviética al este—. Las antiguas (1919-1937) provincias de Alemania al este de la Línea Oder-Neisse (Prusia oriental, el este de Pomerania y Silesia) fueron transferidas a Polonia, mudando el país hacia el oeste.
Aproximadamente 15 millones de alemanes étnicos sufrieron terribles penalidades de 1944 a 1947 durante su huida y expulsión de los territorios de Alemania del este y de Sudeste.
De los cerca de 12,4 millones de alemanes que en 1944 vivían en territorio que después del desmembramiento de Alemania se convertiría en parte de la Polonia de la posguerra, un aproximado de 6 millones huyeron o fueron evacuados antes del avance del Ejército Rojo. Del resto, cerca de 1,1 millón murió y 3,6 millones fueron expulsados por los polacos, un millón fue nacionalizado polaco y 300 000 permanecieron. Miles murieron de inanición y de congelamiento durante su expulsión en lentos y contaminados trenes. La parte de Prusia oriental que rodeaba Kaliningrado fue anexionada a la Unión Soviética.
La expulsión de los alemanes de Polonia, de la Unión Soviética, de Sudetes, Hungría, Yugoslavia y de Rumania fue autorizada por los Aliados en Potsdam, pero los países fueron exhortados a parar las expulsiones a partir de cierto momento debido al agotamiento que los refugiados pondrían a los recursos existentes en Alemania.
Muchos de los alemanes que se quedaron, la mayoría mujeres y niños, fueron objeto de fuertes actos de ultraje, hasta que finalmente fueron deportados a Alemania en la década de 1950. Fueron forzados a usar brazaletes identificadores y miles murieron en campos de trabajo forzado como en Lambinowice, Campo de trabajo de Zgoda, Campo de trabajo central de Potulice, Campo de trabajo central de Jaworzno, Glaz, Milecin, Gronowo, y Sikawa.
En añadidura, entre 2 y 2,5 millones murieron como resultado de una evacuación alemana mal planeada, bombardeos, hundimientos de barcos de refugiados, de hambre y privación durante largas marchas durante el frío glacial, en los trenes de expulsión, en campos de reasentamiento o asesinados por tropas de saqueo y por habitantes locales. Otros 165 000 fueron transportados por los soviéticos a Siberia.

Insignia civil provisional.

El cuerpo gubernamental pretendido para Alemania fue llamado el Consejo de Control Aliado. Los comandantes en jefe ejercieron autoridad suprema en sus respectivas zonas y actuaron de acuerdo en temas que afectaban a todo el país. Berlín, que se encontraba en el sector soviético (al este), fue también dividido en cuatro sectores, con los sectores del oeste convirtiéndose posteriormente en Berlín Occidental y el sector soviético en Berlín Oriental, capital de Alemania del este.
Un tema clave en la agenda de los ocupantes era la desnazificación; cerca del fin, la esvástica y otros símbolos públicos del régimen Nazi fueron prohibidos, y una insignia civil provisional se estableció como una bandera temporal para Alemania, la cual permaneció como la bandera oficial para el país (necesaria por razones de derecho internacional, ya que los barcos alemanes necesitaban portar algún tipo de marca identificatoria) hasta que Alemania del Este y del Oeste comenzaran su existencia por separado en 1949.
Los Estados Unidos, el Reino Unido, y la Unión Soviética acordaron en Potsdam un amplio programa de descentralización, tomando en cuenta a Alemania como una sola unidad económica con algunos departamentos de administración central. Estos planes se rompieron en 1948 con la aparición de la Guerra Fría.
Para convencer a los alemanes de la opinión Aliada sobre ellos, una estricta política de no fraternización fue añadida por el general Eisenhower y el departamento de guerra. Sin embargo, gracias a la presión del Departamento de Estado y congresistas de Estados Unidos en lo individual, la política fue levantada en etapas. En junio de 1945 la prohibición de hablar con niños alemanes fue hecha menos estricta. En julio fue posible hablar con alemanes adultos en ciertas circunstancias. En septiembre de 1945 toda la política fue depuesta en Austria y en Alemania. Solamente la prohibición de matrimonios entre civiles estadounidenses y alemanes o austriacos permaneció por algún tiempo.

## Desarme industrial en Alemania Occidental

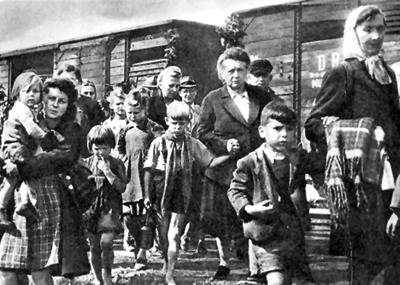
Expulsión de alemanes después de la Segunda Guerra Mundial.

La propuesta inicial para la política de los poderes del viejo Oeste que siguió a la rendición, el llamado Plan Morgenthau propuesto por Henry Morgenthau, Jr., era para el "Pastoreo".
El Plan Morgenthau, aunque subsecuente y ostensiblemente archivado debido al rechazo público, influyó en la política de la ocupación; más notablemente a través de la directiva punitiva de ocupación los Estados Unidos JCS 1067 y los planes industriales para Alemania.

El "'Nivel de los planes industriales para Alemania'" eran planes para reducir el potencial industrial de Alemania después de la SGM. En la conferencia de Potsdam, con los Estados Unidos operando bajo la influencia del plan Morgenthau, los triunfadores Aliados decidieron abolir las fuerzas armadas alemanas así como también todas las fábricas de municiones e industrias civiles que las apoyaban. Esto incluía la destrucción de toda la capacidad de construcción de naves marítimas y aéreas. Incluso, se decidió que las industrias civiles que pudieran llegar a tener potencial militar, que en la era moderna de la "guerra total" incluía virtualmente a todas, iban a ser severamente restringidas. La restricción de estas fue para preparar las "necesidades aprobadas en tiempos de paz" de Alemania, que estaban definidas para establecerse en un promedio del estándar europeo. Para poder alcanzar esto, cada tipo de industria fue subsecuentemente analizada para saber cuantas fábricas requería Alemania con este nivel mínimo de requerimientos industriales.
El primer plan, del 29 de marzo de 1946, indicó que la industria de Alemania debía ser reducida a 50% de los niveles de 1938 con la destrucción de 1,500 plantas manufacturadoras enlistadas. En enero de 1946 el Consejo de Control Aliado sentó las bases para una futura economía alemana poniendo un límite al máximo de producción acerera, permaneciendo lo permitido en alrededor de 5,800,000 de toneladas al año, que equivalía al 25% del nivel de producción anterior a la guerra. El Reino Unido, en cuya zona de ocupación la mayor producción de acero se localizaba, había argumentado por una mayor capacidad de producción, fijando el tope a 12 millones de toneladas de acero por año, pero se tuvo que someter a la voluntad de Estados Unidos, Francia y la Unión Soviética (quienes habían fijado el límite a 3 millones de toneladas). Alemania iba a ser reducida al nivel de vida que conocía en el clímax de la Gran Depresión en 1932. La producción de automóviles se fijó a 10% del nivel anterior a la guerra.

## Guerra Fría
Alemania encarnaba la situación que se vivía a nivel mundial en el marco de la guerra Fría. Berlín, la antigua capital imperial, fue dividida en dos bloques. Así en agosto de 1961 la parte oriental de la ciudad bajo control comunista construye un muro para evitar el contacto de su población con la parte occidental.

## Economía

### Período 1945-1947

Zonas de la ocupación alemana el 17 de diciembre de 1947, no incluye el Sarre (azul claro) que en ese momento se separó de Alemania para convertirse en un protectorado francés.

Una vez finalizada la Segunda Guerra Mundial, el territorio alemán quedó dividido en cuatro zonas de ocupación con sus principales ciudades destrozadas por los bombardeos aliados. El comercio y la industria del país habían desaparecido y la economía en general presentaba un panorama desolador, con un creciente mercado negro y el fantasma de una segunda hiperinflación como la ocurrida en la década de 1920.
Según lo establecido en la conferencia de Potsdam, la Alemania de posguerra debía ser considerada como una unidad económica, aunque no existiría un gobierno central, sino un Consejo Aliado de Control. En los hechos, la autoridad máxima de cada zona de ocupación era el gobernador militar y comandante en jefe de la misma, con total autonomía de las demás regiones. Una vez finalizada la guerra, tanto Francia como la Unión Soviética demostraron un gran desinterés por desarrollar una política unificada con las demás potencias de ocupación y en su lugar aprovecharon las regiones cuya administración poseían para dar apoyo a sus propias economías nacionales. En mayo de 1946 los norteamericanos presentaron ante el Consejo Aliado de Control una propuesta de reforma monetaria, similar a la que se aplicaría en 1948 para Alemania Occidental. En aquel entonces los soviéticos mostraron voluntad de tratar el plan estadounidense aunque luego surgieron discrepancias al debatirse temas específicos de la reforma, lo que provocó su continua dilatación. El futuro rumbo socioeconómico del país también era discutido por los diferentes partidos políticos alemanes, donde salvo el Partido Liberal, existía una gran consenso sobre la necesidad de aplicar una economía "planificada y dirigida".
En este contexto, en junio de 1946 los británicos y los norteamericanos decidieron aunar esfuerzos para la reconstrucción de sus respectivas zonas de ocupación, lo que derivó en la integración económica de ambas regiones en mayo de 1947. Para cumplir con dicho objetivo se creó un Consejo Económico, un Comité Ejecutivo y cinco Administraciones específicas: Economía; Finanzas; Transporte; Correo y Comunicaciones; Alimentos, Agricultura y Bosques. El Consejo Económico, compuesto por 52 miembros elegidos por el parlamento de cada Estado alemán (1 miembro por cada 750.000 habitantes), sería el principal responsable de establecer los lineamientos básicos para la reconstrucción de ambas zonas de ocupación, aunque siempre dependiendo de la aprobación y supervisión de sus respectivos gobiernos militares. El Comité Ejecutivo, con 8 miembros designados por el gobierno de cada Estado, tendría la función de coordinar y ejecutar las políticas aprobadas por el Consejo Económico, además de supervisar a los Directores Ejecutivos de las cinco Administraciones. El Consejo Ejecutivo también tenía el derecho de presentar proyectos o recomendaciones al Consejo Económico.
Para 1947 el nivel de producción industrial alemán seguía siendo un 56% inferior al de 1936. Las causas de esta situación eran diversas, ya que a las destrucciones materiales provocadas por la guerra y a las severas restricciones a la producción industrial alemana de posguerra (estaba prohibido fabricar engranajes, máquinas, herramientas, cemento, etc.) se sumaba también la gran cantidad de impuestos y controles que pesaban sobre las mercaderías que se comerciaban en los mercados legales. Si bien los precios de los bienes estaban oficialmente congelados, para poder adquirirlos los alemanes debían contar con tarjetas de racionamiento y reichsmarks, la moneda de Alemania durante el período nacionalsocialista. El problema lo constituían las tarjetas de racionamiento, ya que los reichsmark abundaban en el mercado: desde fines de la década del ´30 Alemania financió gran parte de su desarrollo armamentista por intermedio de la emisión monetaria y, tras la guerra, las principales imprentas de Berlín y Leipzig cayeron en manos de los soviéticos, quienes continuaron con la emisión masiva de moneda provocando una inflación reprimida dentro de los mercados oficiales pero muy notoria en los circuitos clandestinos. Este contexto explica el rápido crecimiento del comercio paralelo de bienes y la utilización de cigarrillos norteamericanos como patrón de cambio alternativo.
Otro factor que afectó inicialmente a la industria fue la escasa mano de obra en relación con la población general, por cuestiones básicamente de sexo y edad. Esta situación comenzó a cambiar con el arribo de entre 10 y 12 millones de refugiados alemanes que tras la guerra fueron expulsados de Polonia, Checoslovaquia y la Prusia Oriental. Si bien el arribo de estos refugiados inicialmente agravó el déficit de viviendas y alimentos, en el corto plazo solucionó el problema de la producción industrial, sobre todo considerando que se trataba de gente que en su mayoría era altamente cualificada.
Las tensiones entre los Estados Unidos y la Unión Soviética continuaron en aumento, principalmente con la aparición del Plan Marshall, cuyo envío de alimentos y productos manufacturados por parte del gobierno estadounidense serviría para paliar el déficit de producción que sufría toda Europa Occidental y además ayudaría a mitigar la expansión del comunismo. La Unión Soviética, invitada a participar en el programa estadounidense, no solo terminó rechazando el Plan Marshall sino que los representantes de la URSS finalmente abandonaron el Consejo Aliado de Control el 20 de marzo de 1948. Si bien la aplicación unilateral de una reforma económica en el lado Occidental había sido inicialmente resistida para no dificultar la futura unificación de Alemania, la retirada de los representantes soviéticos convenció a los occidentales de que había llegado el momento de impulsar sus propias medidas.

### Período 1948-1966

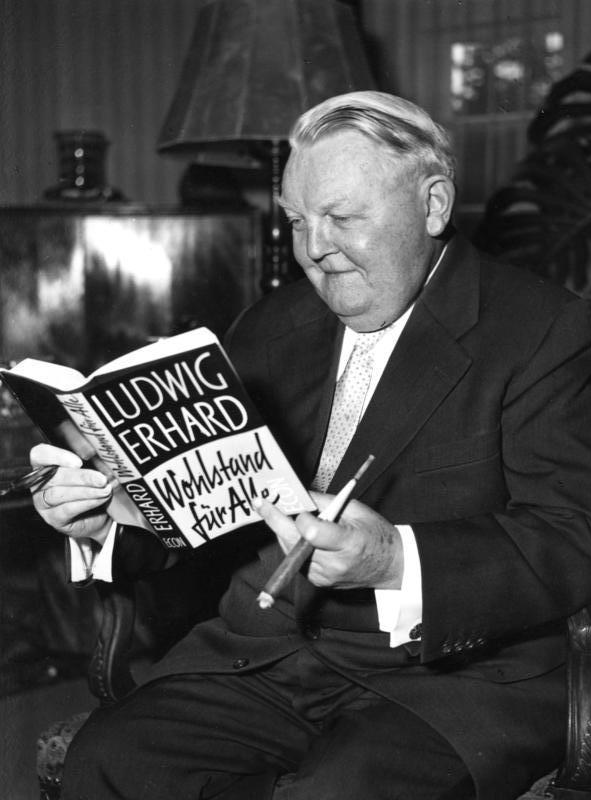
Ludwig Erhard en 1957 con su libro Bienestar para todos.

A comienzos de 1948 la zona de ocupación francesa se incorporó a la administración occidental conjunta y los organismos de poder existentes fueron reorganizados para adquirir una mayor cantidad de funciones, además de ampliar la participación de los alemanes dentro de los mismos. El 2 de abril de 1948, Ludwig Erhard, fue nombrado director del Departamento de Economía de la Administración Conjunta de las Zonas Occidentales Ocupadas. Erhard, quien había sido ministro de economía de la región de Baviera durante los años 1945 y 1946, era un partidario de lo que actualmente se conoce como economía social de mercado, donde la iniciativa privada tiene plena libertad y donde el Estado interviene para proteger a los sectores más débiles o para evitar la conformación de monopolios u oligopolios, aunque sin generar demasiada influencia sobre la vida y la propiedad de los ciudadanos.
El viernes 18 de junio de 1948 se informó a la población de las zonas occidentales sobre la aplicación de una importante reforma macroeconómica que comenzaría a regir el domingo 20 del mismo mes. Dicha reforma consistía básicamente en introducir una nueva moneda, en limitar estrictamente el gasto público, en prohibir el déficit oficial y en eliminar diversas restricciones al comercio como el racionamiento y los controles de precios.  La nueva moneda sería el Marco alemán (Deutsche Mark), el cual entraría en vigencia a partir del lunes 21 de junio, caducando desde entonces los reichsmarks, los rentenmarks (moneda anterior al reichsmark) y los billetes emitidos por las fuerzas de ocupación, salvo algunas excepciones. Todas las posesiones en dichas monedas debían ser declaradas o cambiadas hasta el día 26 de junio, plazo extendido luego dos semanas más, tras lo cual se perdía todo el derecho sobre esas tenencias. El cambio por la nueva moneda, durante el día 20 de junio, sería de 1 a 1 entre Reichsmarks y Deutschemarks, aunque estableciendo un máximo per cápita de 60 deutschemarks por persona, sin excepción. Los cambios de moneda posteriores a esa fecha serían de 1 a 1 para los primeros 40 reichsmarks y luego 1 deutschemark por cada 10 reichsmarks, siempre respetando el máximo de 60 deutschemarks per cápita.
Los saldos bancarios declarados serían convertidos en la nueva moneda a razón de 1 deutschemark por cada 10 reichsmarks y del monto resultante de la conversión, el 50% sería de libre disponibilidad y el 50% restante quedaría bloqueado a la espera de nuevas disposiciones especiales para su utilización. Finalmente, en octubre de 1948 se decidió eliminar el 70% de los saldos en cuentas bloqueadas para evitar el crecimiento excesivo de la nueva moneda y con el ello fomentar la inflación de precios. Paralelamente se decidió la anulación de los saldos resultantes pertenecientes a las entidades financieras, organismos públicos, empresas estatales, etc. y la respectiva anulación de las deudas que los mismos hubiesen contraído antes del 9 de mayo de 1945 y que no hubiesen sido reconocidas posteriormente. A su vez, los proveedores de mercaderías y servicios de dichas instituciones podían desconocer las deudas contraídas para comprar los insumos o cualquier otro producto utilizado con el fin de cumplir con la mencionada prestación. Con respecto al resto de las deudas en general, las mismas serían convertidas a razón de 1 deutschemark por cada 10 reichsmarks.
El derecho exclusivo de emisión monetaria en las zonas occidentales quedaría a partir de entonces a cargo del Bank Deutscher Laender. Tras concretarse la reforma, la oferta monetaria se redujo de 144.508 millones de reichsmarks a 12.800 millones de deutschermarks registrados el último día de 1948. Al año siguiente la oferta monetaria aumentó solo un 3%.
Una de las medidas más importantes para asegurar el futuro valor de la moneda fue la de prohibir a las instituciones oficiales incurrir en déficit. Según el texto de la nueva ley los gastos del sector público no podían superar a los ingresos ordinarios, permitiéndose el endeudamiento público únicamente en concepto de anticipo de ingresos futuros y ciertos, reservándose el gobierno militar el derecho de intervenir en caso de que dichos principios fiscales fuesen puestos en peligro. A partir de entonces el Consejo Económico dictó una serie de disposiciones para disminuir los gastos del sector oficial, registrándose una reducción considerable en las erogaciones correspondientes al pago de salarios públicos.
La otra parte del plan era la eliminación del racionamiento y los controles de precios, que entró en vigencia a partir del 24 de junio de 1948. El objetivo de la medida era restablecer la relación natural entre esfuerzo y recompensa, aunque sin descuidar el aspecto social de la reforma económica. Solo se mantendría un sistema de racionamiento transitorio para comestibles y textiles básicos para satisfacer las necesidades humanas y sobre las materias primas esenciales para la producción agroindustrial. El sistema de control de precios también sería derogado salvo para algunos comestibles; materias primas esenciales para la producción agroindustrial; alquileres y; tarifas de transportes. Era deber del Consejo Económico fomentar la competencia y evitar la formación de monopolios u oligopolios. Paralelamente al desmantelamiento del sistema de racionamientos y controles de precios, se procedió a una gradual liberalización de los salarios en la actividad privada.

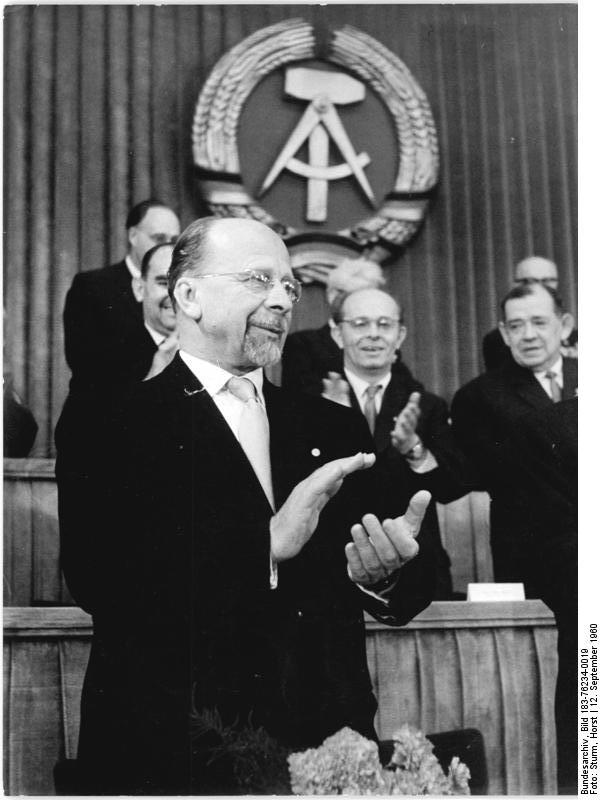
Walter Ulbricht, jefe de Estado de Alemania Oriental entre 1950 y 1971.

Si bien el nuevo marco alemán fue hecho lo más "neutro" posible para que pudiese ser aceptado por los soviéticos, estos respondieron a la reforma monetaria con el denominado Bloqueo de Berlín. Así el 23 de junio de 1948, las autoridades de la zona soviética dispusieron el cierre de todos los accesos a la ciudad (rutas, ferrocarriles, canales, etc.) y el corte de los suministros de gas y electricidad. Las potencias occidentales respondieron a su vez implementando un puente aéreo para abastecer a Berlín Occidental, hasta que el bloqueo fue finalmente levantado en 1949. Ese mismo año se produjo la división final de Alemania, proclamándose primero en el lado Occidental la República Federal Alemana (RFA) y luego, en el lado Oriental controlado por los soviéticos, se creó la República Democrática Alemana (RDA).
La posibilidad de poder reflejar el verdadero valor de las cosas provocó que a los pocos días de iniciada la reforma en Alemania Occidental reaparecieran en las tiendas todas las mercaderías que hasta ese entonces solo podían conseguirse en el mercado clandestino. En 1948 la producción industrial aumentó un 45% con respecto al año anterior, mientras que entre 1949 y 1953 lo hizo a un ritmo promedio del 20% anual. Para el mismo período (1949-1953), a pesar del crecimiento de la población por efecto de la inmigración, el PBI per cápita del país aumentó en promedio un 8% anual y los salarios lo hicieron a un ritmo del 9% anual. La productividad por hora trabajada también aumentó: tan solo en el segundo semestre de 1948 creció un 16% con respecto al semestre anterior, para luego ubicarse en una tasa promedio del 8,5% anual hasta 1953.
La liberalización de la economía provocó que durante el segundo semestre de 1948 la inflación fuese del 2% mensual. Entre 1949 y 1954, los indicadores generales de precios oscilaron entre años de aumento y de disminución, hasta que en la segunda mitad de la década del ´50 la inflación se estabilizó en torno al 1,5% anual. La estabilización económica permitió el crecimiento del ahorro, que luego se volcaría a inversiones que durante el período 1949-1953 representaron alrededor del 25% del PBI. El crecimiento de la producción agroindustrial permitió que los fondos del Plan Marshall dejaran de utilizarse para la alimentación de la población y en lugar de eso sirvieran para importar nuevos bienes de capital con los cuales generar más riqueza en el futuro.
Los únicos factores que opacaron inicialmente los logros de la reforma macroeconómica fueron el rápido crecimiento de la inflación durante la segunda mitad de 1948 y el aumento del desempleo sobre todo en 1949, sin embargo, los precios se estabilizaron rápidamente y el desempleo se redujo en forma gradual al punto de que a fines de los años ´50 las empresas alemanas contrataban personal en el extranjero. En 1957, Ludwig Erhard, siendo aún ministro de economía de Alemania Occidental, afirmaba que el enorme crecimiento del país durante la última década no se debía a un "milagro" sino que era fruto "de la libertad humana y del libre funcionamiento de la economía".
En 1952 Bélgica, Alemania Occidental, Francia, Italia, Luxemburgo y los Países Bajos integraron la Comunidad Europea del Carbón y del Acero (CECA) cuyo objetivo principal era justamente administrar de manera común dos recursos que habían sido vitales durante las dos guerras mundiales. Con dicha decisión los países involucrados apostaban a asegurar una paz duradera. El éxito de esta iniciativa promovió la inclusión de otros sectores, formándose en 1956 la Comunidad Económica Europea (CEE) y la Comunidad Europea de la Energía Atómica (Euratom). El 9 de mayo de 1955 Alemania Occidental se afilia a la Organización del Tratado del Atlántico Norte (OTAN).
A pesar de las dudas iniciales, pronto se volvió evidente que la economía centralizada de Alemania Oriental no podría competir con el crecimiento económico y la riqueza material que estaba generando la RFA, todo ello respetando además la libertad individual de sus ciudadanos. En 1953 una sublevación contra el aumento de las cuotas de producción sacudió a la RDA y durante toda la década del ´50, aprovechando el libre paso dentro de la ciudad de Berlín, muchos alemanes orientales decidieron escapar hacia Occidente. Esta situación afectó gravemente a la economía de la RDA, que periódicamente sufría la pérdida de mano de obra joven y cualificada. Esta fuga hacia Occidente alcanzó un punto crítico en 1961, tras una escasez de alimentos asociada al lanzamiento de una reforma agraria. En agosto de ese mismo año, las autoridades de Alemania Oriental decidieron materializar físicamente la frontera de la ciudad, con el denominado Muro de Berlín cerrando definitivamente aquella vía de escape. A partir de allí la situación de la República Democrática Alemana pareció mejorar, introduciéndose en 1963 el "Nuevo Sistema Económico", que permitió la descentralización de las decisiones económicas y proporcionó además incentivos a las personas más cualificadas, situación que se complementó con la creación de nuevos campos de desarrollo científico y tecnológico que resultaban mucho más interesantes para el ejercicio profesional.
También en 1963, debido a su gran popularidad Erhard fue elegido Canciller de Alemania Occidental. Sin embargo, la mesura de sus políticas chocó con las demandas de mayor intervención estatal y el reclamo por mejores salarios, sobre todo en 1966, donde tras varios años de auge desmesurado la economía se estancó con un crecimiento levemente inferior al 2% anual. Al debatirse el presupuesto para 1967, Erhart propuso aumentar los impuestos en lugar de financiar el déficit con mayor endeudamiento público, lo que provocó la definitiva ruptura entre los partidos que conformaban su coalición de gobierno. Erhart finalmente renunció a su puesto de Canciller el 30 de noviembre de 1966 anticipándose a una votación adversa que provocaría su inminente caída.

### Período 1967-1982
Tras el alejamiento de Erhart, los socialdemócratas que lo sucedieron en el gobierno intentaron fusionar la libertad de mercado con una mayor participación del Estado en el control global del proceso económico. El Estado fomentaría el crecimiento de la economía incentivando la demanda y a su vez garantizaría la estabilidad a través de una acción concertada entre el Gobierno, las asociaciones de empleadores, los sindicatos y el Banco Central de Alemania Occidental. La aplicación de esta política llevó a una expansión del sector público que en principio pareció efectiva para revertir el estancamiento económico y recuperar el camino del crecimiento.
El fin de la década de 1960 presentó una relativa distensión de la Guerra Fría entre Estados Unidos y la Unión Soviética, que además coincidió con cambios de gobierno en ambas Alemanias lo que facilitó un mayor contacto entre dichas repúblicas. En 1972 Alemania Oriental y Alemania Occidental firmaron un "Tratado básico" y un año después ambas fueron aceptadas como miembros de pleno derecho dentro de las Naciones Unidas, reconociéndose a sí mismas como Estados distintos, aunque vinculados entre sí por una situación especial.
En 1971, Erich Honecker reemplazó a Walter Ulbricht como jefe de Estado en Alemania Oriental y durante su gestión se volvió a centralizar la planificación económica del país, aunque prestando mayor atención hacia el problema que representaba la falta de bienes de consumo como televisores y coches.
Mientras tanto, el uso abusivo de políticas expansivas llevó a un recalentamiento de la economía en Alemania Occidental, que alcanzó un nivel crítico en 1973 cuando el embargo petrolero de la OPEP y el colapso del sistema monetario establecido en Bretton Woods sacudieron las bases de la economía mundial. La estabilidad monetaria se vio afectada por las turbulencias externas, mientras que en el plano interno las demandas salariales chocaban con la dramática situación de las empresas. Los presupuestos estatales comenzaron a acumular deudas y la participación del gasto público alcanzó el 50% del PBI hacia fines de los años 70. Comparado con la etapa económica anterior, durante toda la década de 1970 el país experimentó un crecimiento económico moderado (de entre el 2 y el 3%), con un porcentaje relativamente alto de desempleo (entre 8 y 10%), sin embargo, el índice de inflación, principal temor del pueblo alemán, se mantuvo en un nivel bajo con respecto al resto de Europa.  Para comienzos de los 80 ya era evidente el fracaso de la política basada en el control estatal del proceso económico y la urgencia de implementar medidas para volver a una economía de mercado.
Paralelamente, la integración económica de Europa Occidental, que había avanzado a buen ritmo durante los años cincuenta y sesenta, perdió impulso en la década de 1970 fruto de la inestabilidad cambiaria y de la aplicación de diversas políticas nacionalistas a fin de contrarrestar los efectos de la crisis internacional. Sin embargo, la necesidad de generar un contexto más estable terminó favoreciendo el proceso de cooperación, creándose en marzo de 1979 el Sistema Monetario Europeo (SME), a partir del cual se definieron paridades fijas, aunque ajustables, entre las distintas monedas que integraban los países de la Comunidad Económica Europea, lo que permitió crear una zona de creciente estabilidad cambiaria.

### Período 1983-1989

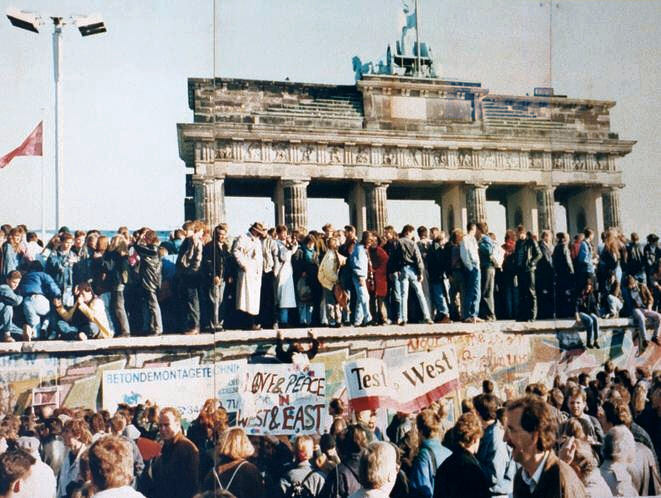
La caída del Muro de Berlín, no solo posibilitó la reunificación de Alemania sino también la integración de Europa Oriental.

En 1977 los sindicatos se retiraron del mecanismo de "acción concertada" que fomentaba el Gobierno de Alemania Occidental para alcanzar acuerdos entre los trabajadores y los empresarios como medio para garantizar la estabilidad económica. Poco después. la crisis petrolera de 1979, volvió a golpear con fuerza a la economía del Oeste, que dependía en gran medida de la importación de petróleo. La necesidad de restablecer la estabilidad interna y la confianza en la política económica, llevaron a que Helmut Kohl ganara las elecciones de octubre de 1982, quien introdujo reformas de carácter neoliberal. Durante su gestión se buscó reducir la deuda pública, se llevó adelante una considerable baja de los impuestos y se concretaron las primeras desregulaciones y privatizaciones.
Los años ´80 se caracterizaron por una recuperación económica que permitió a Alemania Occidental reducir su déficit fiscal, la inflación, el nuevo endeudamiento y la proporción del gasto público dentro del PBI. Mientras tanto, al otro lado del telón de acero, y a pesar de la crisis que comenzaba a sufrir todo el bloque comunista, la República Democrática Alemana logró crecer durante la década de 1980 alcanzando el nivel de producción per cápita más alto de Europa Oriental y convirtiéndose, según el Banco Mundial, en la duodécima nación más importante del mundo a nivel de comercial. El país, que contaba con mano de obra cualificada y un pasado industrial anterior a su anexión al bloque comunista, había logrado desarrollar industrias químicas, ópticas, automotrices y electrónicas, aunque con un estándar inferior al de Occidente, por lo que sus exportaciones generalmente solo se limitaban al Bloque Oriental. Gran parte del éxito de la RDA durante aquellos años se debía principalmente a sus fuertes vínculos con la RFA, que la convertían a su vez en un miembro informal de la Comunidad Económica Europea. Sus tratados comerciales y de créditos favorables con la RFA le permitieron a Alemania Oriental comerciar con otras economías y a su vez adquirir los suministros básicos para sus propias industrias. La subvención de la RFA para el mantenimiento de la Autopista de Acceso a Berlín Occidental junto a otros créditos y proyectos conjuntos, además de las visitas turísticas o el envío de dinero a amigos y familiares que vivían en el sector Oriental, permitió a la RDA contar con un flujo constante de divisas occidentales fuertes.
En el plano social, las reformas económicas impulsadas por Kohl tensaron aún más las relaciones entre los trabajadores y los empresarios, situación que derivó en un mayor número de huelgas a tal punto que surgieron proyectos legislativos para limitar este tipo de acciones. Si bien la diferenciación de clases dentro de la opulenta Alemania Occidental era mínima con respecto a la de otros países, incluso de la misma Europa, existían diversos ámbitos, como el educativo, donde los hijos de las familias de clase media y alta tenían mayores privilegios y facilidades que los niños de origen rural o trabajador, que debían enfrentar limitaciones a sus objetivos desde muy temprana edad. Paralelamente, en Alemania Oriental, donde el empleo estaba garantizado y los precios de la comida y la vivienda eran bajos, el problema lo constituía la limitada disponibilidad y falta de variedad en los bienes de consumo, para los cuales el interesado debía anotarse en una lista de espera y abonar precios muy elevados en relación con los salarios. En el ámbito de la enseñanza, en la RDA a diferencia de Alemania Occidental, no era relevante el origen social de los jóvenes sino que se privilegiaba su capacidad, pero por sobre todo su afinidad o su compromiso político activo, requisito indispensable para avanzar socialmente dentro de la Alemania Oriental. Otra diferencia socioeconómica entre ambas Alemanias lo constituía el papel de la mujer en la sociedad: a diferencia de la RFA, el 50% de la mano de obra en la RDA estaba compuesto por mujeres, sin importar si estaban casadas y con hijos pequeños, ya que para ello existían numerosas guarderías. Sin embargo, a pesar de su importante rol dentro del esquema productivo, los sueldos de las mujeres eran relativamente bajos y su participación disminuía considerablemente en los escalones más altos de la jerarquía. Además, lo que inicialmente se vio como un éxito del feminismo germano-oriental en pos de igualar el papel de la mujer al del hombre, pronto repercutió en un descenso de la tasa de natalidad y un incremento en el índice de divorcios, ya que las mujeres debían soportar la doble función de trabajar durante varias horas en las fábricas o guarderías, para luego dedicarse a las tareas domésticas de su hogar.
Para fines de los años ´80, aprovechando su importante industria exportadora y la integración económica con sus vecinos Alemania Occidental experimentó superávits récord en su balanza de cuenta corriente, mientras que el bloque comunista se derrumbaba en medio de la crisis económica y la exigencia popular de mayores reformas. En noviembre de 1989, se produjo finalmente la caída del Muro de Berlín permitiendo la libre circulación entre las dos Alemanias y la promesa del nuevo jefe de Estado de la RDA, Egon Krenz, de realizar importantes reformas socioeconómicas.

### Período 1990-2001

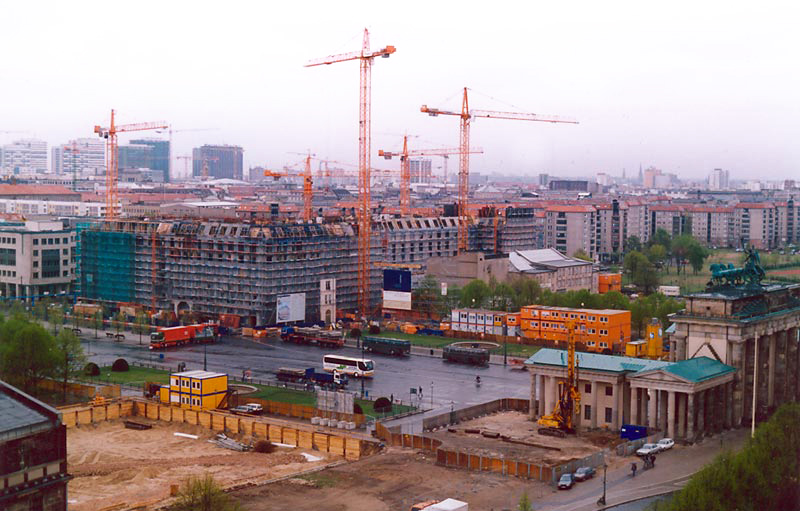
Avanza la remodelación de Berlín (1995).

La fiesta inicial que abrió las puertas hacia una futura reunificación de Alemania pronto se convirtió en un problema: el flujo de alemanes orientales hacia Occidente se mantuvo constante durante todo 1990 ya fuese en busca de un mejor nivel de vida o por temor a que se diese marcha atrás con las reformas. Esta situación afectaba de igual manera a ambos Estados, ya que Alemania Occidental temía que la continua llegada de refugiados perjudicase a su economía y a su infraestructura aumentando las tensiones sociales, mientras que para Alemania Oriental, la apertura del país no hizo más que agudizar su debacle económica y administrativa.
A partir de la caída del Muro de Berlín se realizaron numerosos análisis y proyectos de como unificar la economía capitalista de la RFA con la economía comunista de la RDA. Si bien todos estos modelos estaban pensados para el largo plazo y con distintos niveles de integración, la huida masiva de personas hacia el Oeste y el inminente colapso de Alemania Oriental provocaron una aceleración en la dinámica de las decisiones. La unión monetaria de las dos Alemanias, adoptando para ambas el Marco Alemán de la RFA, entró en vigor el 1 de julio de 1990, con lo cual Alemania Oriental dejaba de ser un Estado independiente y solo a partir de este hecho disminuyó el número de personas que abandonaban su territorio. Ese mismo día también entró en vigor la primera fase de la Unión Económica y Monetaria (UEM) europea que establecía la eliminación de todas las barreras internas a la libre circulación de bienes, personas, servicios y capitales entre los Estados miembros de la Unión Europea.
La coyuntura geopolítica de aquella época fue beneficiosa para el país y le ayudó a consolidar su liderazgo en todo el continente europeo. Además de la ya citada reunificación alemana se produjeron la caída de tres países que podrían haber hecho un efecto de contraponer: la disolución de la URSS, la disolución de Checoslovaquia y la disolución de Yugoslavia llenaron el continente de pequeños países sobre los que Alemania tenía preponderancia.
Sin embargo, a pesar de la euforia inicial, la unificación económica afecto de lleno al territorio de la ex República Democrática Alemana, ya que su producción industrial siempre había sido centralmente planificada, con el 90% de las empresas en manos del Estado reunidas a través de enormes conglomerados llamados "kombinat" que operaban de manera monopólica. Subsidiadas, aisladas del mercado mundial y con exportaciones que iban en su mayoría a otros países socialistas, con sistemas contables y de intercambio determinados a través del "rublo de transferencia", de un día para el otro, las industrias de Alemania Oriental se vieron inmersas en una economía de mercado descentralizada y abierta a la competencia internacional, tanto en precios como en calidad. La introducción del Marco Alemán significó una revaluación de la moneda de entre tres y cinco veces, lo que también repercutió en un alza de los precios y los salarios, además de la imposibilidad de utilizar otros instrumentos de protección como la aplicación de derechos aduaneros. Lo que tampoco ayudó fue el cambio en los hábitos de consumo de los germano-orientales que se volcaron masivamente a la compra de productos occidentales. Comparando las cifras anteriores a la reunificación, para 1992, la producción industrial del sector oriental había caído un 60% y su PBI un 40%, mientras que, en contrapartida, Alemania Occidental experimentó un período de bonanza económica estimulada por la demanda adicional generada por el consumo de los alemanes orientales.
El desempleo en el sector oriental también creció rápidamente, ya que en la RDA siempre había existido el "pleno empleo", tanto por las grandes restricciones al despido como por la constante falta de mano de obra. Al momento de abrirse el mercado, el exceso de personal hizo evidente la baja eficiencia de las empresas orientales: se calculaba que su productividad rondaba el 40% con respecto a las empresas occidentales y que solo el 2% de las empresas orientales estaba en condiciones de competir en el mercado mundial. Durante el período entre noviembre de 1989 y julio de 1992, la cantidad de empleados se había reducido de 9,5 millones de personas a 6 millones, de los cuales solo 5 millones poseía un trabajo estable de tiempo completo.

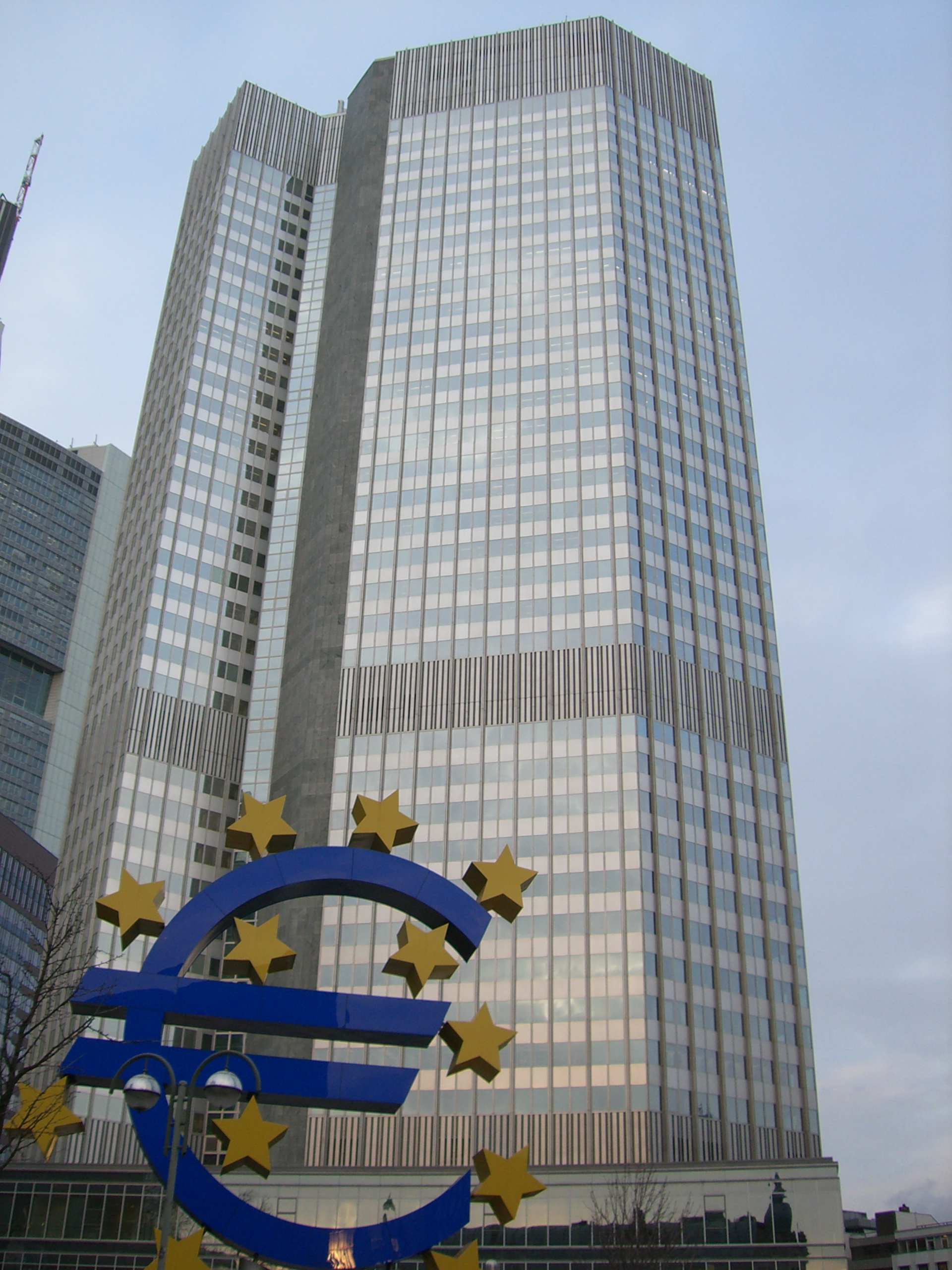
Edificio del Banco Central Europeo en Fráncfort (Alemania).

La redefinición y descentralización de los "kombinat" para su modernización y búsqueda de nuevos mercados fue encarada por el último gobierno de la RDA, con la creación del "Treuhandanstalt", entidad responsable de privatizar, rehabilitar o cerrar unas 11 000 empresas estatales que empleaban a 4 millones de personas. Para diciembre de 1992, "Treuhand" mantenía 2.715 empresas que empleaban unas 500.000 personas, mientras que otras 4.992 empresas habían sido privatizadas generando 40.000 millones de marcos alemanes en ingresos al Estado además de la promesa de mantener 1.4 millones de empleos e inversiones por unos 170.000 millones de marcos. Finalmente otras 2.249 empresas habían cerrado, perdiéndose poco más de 280 mil empleos. A diferencia de otros países del bloque oriental, la privatización en la ex RDA fue muy acelerada: para mediados de 1992 la industria manufacturera pertenecía en un 81% a firmas privadas, empleando al 45% de la fuerza laboral, mientras que antes de la reunificación esas cifras eran del 32% y el 5% respectivamente. Para las regiones de Alemania Oriental, la privatización de las empresas públicas quedó asociada al desempleo, la desindustrialización y la pérdida de soberanía, ya que todas las empresas que habían sido "propiedad del pueblo" pasaron a manos de capitalistas de la RFA o de otros países occidentales, además de dejar un saldo final remanente de 500 mil millones de marcos en pérdidas al Estado, en lugar del beneficio inicial estimado en 300 mil millones de marcos que supuestamente dejaría la liquidación de las empresas públicas.
Como estímulo al proceso de reunificación Alemania Occidental invirtió en Alemania Oriental un paquete de ayuda que durante los primeros tres años sumó unos 450 mil millones de marcos, destinados principalmente a la modernización de las infraestructuras: en esos tres años se instalaron en el sector oriental más líneas telefónicas que en los últimos 30 años. Paralelamente Alemania Occidental también avanzaba en la unión con sus vecinos europeos, aprobándose el 11 de diciembre de 1991 el Tratado de Maastricht, como paso previo a la introducción de la moneda común europea. Según este tratado, Alemania aceptaba desprenderse del Marco alemán y transferir el control de la política monetaria europea a instituciones comunitarias, lo que permitiría a los demás países del bloque tener voz y voto en las decisiones, factor que resultaba vital para que Francia votara a favor de la unificación alemana. Sin embargo, los crecientes gastos generados por la reunificación obligaron al Bundesbank (Banco Central Alemán) a imprimir mayor cantidad de dinero, lo que derivó en un alza de las tasas de interés para controlar la inflación de los precios. Esta decisión forzó a que los demás bancos centrales europeos también elevaran su tasa de interés, situación que repercutió de manera particular en Gran Bretaña. El Reino Unido había ingresado en el Sistema Monetario Europeo en 1990 a una tasa de cambio de 2.95 marcos alemanes por cada libra esterlina y una banda de fluctuación del 6% con respecto a ese valor. En 1992 el alza en los tipos de interés puso en jaque a la economía británica, que atravesaba por un momento de recesión. El especulador de divisas, George Soros, apostó a que la libra esterlina inevitablemente se devaluaría, por lo que decidió tomar préstamos en libras esterlinas e invertirlos en activos ligados a la moneda alemana, poniendo en juego una suma cercana a los 10 000 millones de dólares. Si bien el Banco de Inglaterra intentó defender el tipo de cambio de la libra esterlina, finalmente el 16 de septiembre de 1992, el Reino Unido anunciaba su salida del Mecanismo de Tipos de Cambio, una jornada que pasó a la historia como el miércoles negro y que le generó a Soros una ganancia aproximada de 1000 millones de dólares.
A pesar de este hecho, la integración económica de Europa siguió su curso estableciéndose en 1994 el Instituto Monetario Europeo (IME), organismo encargado de realizar los preparativos técnicos para la introducción de la futura moneda única, cuyos pilares fundamentales serían la disciplina presupuestaria y la convergencia de las políticas económicas y monetarias de los Estados miembros. En mayo de 1998 el Consejo de la UE, estableció que países cumplían con los criterios necesarios para la adopción de la moneda única y en junio de ese mismo año fue creado el Banco Central Europeo, con la función específica de dirigir la política monetaria unificada de la zona del euro.  El 1 de enero de 1999 comenzó la fase final para la adopción del Euro, estableciéndose la fijación irrevocable de los tipos de cambio entre las monedas de los once Estados miembros que participaban en la unión monetaria europea.

## Unión Europea

### Período 1945-1949

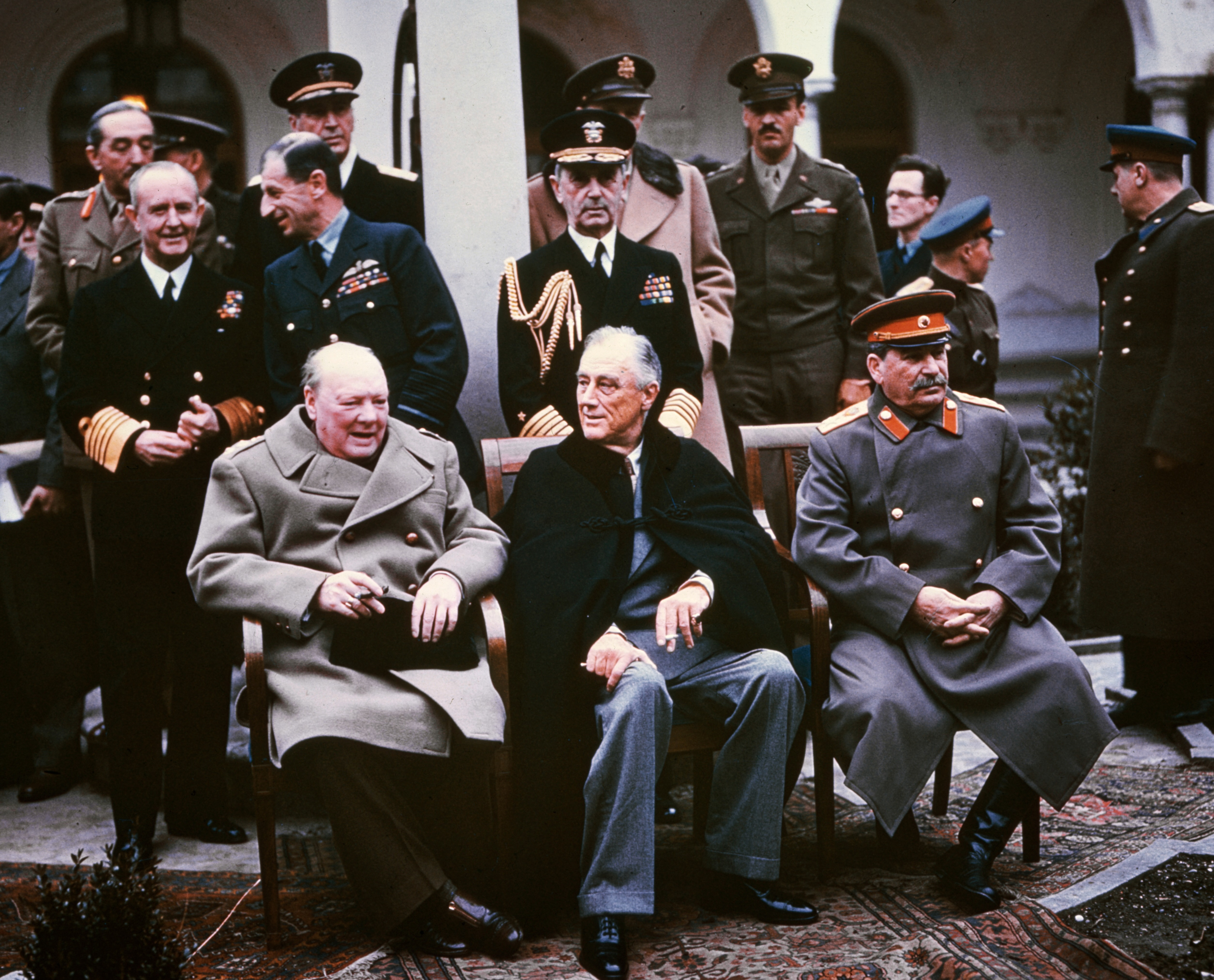
Imagen de la Conferencia de Yalta.

Tras la devastación provocada por la Segunda Guerra Mundial, las potencias vencedoras, en especial Francia y la Unión Soviética, pretendían aplicar una política de "mano dura" contra Alemania. En este sentido, el propio general Charles De Gaulle fue uno de los principales opositores a la conformación de un gobierno central para la nueva Alemania y en su lugar se mostró a favor de mantener un control aliado sobre las industrias del Ruhr.
En la conferencia de Yalta, ocurrida en febrero de 1945, o sea pocos meses antes del fin de la guerra, las potencias vencedoras (EE. UU., Gran Bretaña, Francia y la URSS) decidieron que el territorio alemán quedaría dividido en cuatro zonas de ocupación, administrativa y políticamente independientes, cada una de ellas gobernada por un representante militar designado por el país que tuviese a cargo la respectiva zona de ocupación. La ciudad de Berlín, ubicada íntegramente dentro de la zona soviética, quedaría a su vez bajo el control de una administración conjunta conformada por los países aliados. Posteriormente, en la reunión de Potsdam, se estableció que a pesar de la autonomía que tenían las zonas de ocupación, el territorio alemán debía ser considerado como una unidad desde el punto de vista económico y que más allá de que no existiría un gobierno central, sí se conformaría un Consejo Aliado de Control con sede en Berlín, cuyo objetivo sería el de supervisar la aplicación de las políticas conjuntas. El establecimiento de zonas de ocupación respondía principalmente a un concepto de indemnización que cada uno de los aliados cobraría de su respectiva zona en concepto de gastos y reparaciones producidas por la guerra.
Al poco tiempo comenzaron las discrepancias en la administración que realizaban los aliados en cada región. En la zona soviética se produjeron los cambios más radicales, autorizándose rápidamente el funcionamiento de partidos políticos, con predominancia del Partido Comunista Alemán (KPD), que contó con el apoyo de la administración militar soviética. A su vez, la URSS también avanzó en otros ámbitos estructurales como la "desnazificación" total del personal administrativo y la transformación económica de la región: se efectuó una reforma agraria, se nacionalizaron las grandes industrias y se trató de eliminar la existencia de empresas privadas pequeñas que con el tiempo desaparecieron totalmente de la economía. Mientras tanto, en las zonas occidentales los cambios fueron más leves, ya que a pesar de la condena a los principales protagonistas de la guerra en los juicios de Núremberg, el proceso de investigación sobre la complicidad del resto de la población con la Alemania Nazi se volvió sumamente burocrático e ineficaz, tendiendo a la exculpación de los acusados y a la lenta reincorporación de los antiguos nazis a la vida pública. Desde el punto de vista socioeconómico, los cambios también fueron mínimos en las zonas occidentales: se bloquearon todas las disposiciones que tendían a la socialización de los medios de producción y se mantuvo en líneas generales una economía capitalista de mercado, aunque si hubo esfuerzos para evitar la conformación de monopolios u oligopolios. Desde el punto de vista de las reparaciones de guerra, tanto Francia como la URSS fueron implacables en su cobro, ya que en caso de los soviéticos, no solo se limitaron a llevarse maquinarias y materias primas, sino que luego también se apropiaron de algunas empresas alemanas haciéndose de sus beneficios.
Tanto los Estados Unidos como Gran Bretaña, conscientes de la delicada situación que se vivía en el territorio alemán, pretendían avanzar en la reconstrucción del país desarrollando una política acordada con los demás aliados y creando instituciones administrativas dirigidas por los propios alemanes. Sin embargo, Francia y la URSS preferían mantener la disgregación del territorio alemán y la subordinación de todas sus actividades a instituciones supranacionales, que mantuviesen a Alemania como un Estado débil e inofensivo. En este contexto es que en junio de 1946, EE. UU. y Gran Bretaña anuncian la decisión de estrechar la colaboración entre sus zonas con el objetivo de acelerar el proceso de reconstrucción, medida que desembocó medio año después en la unión económica de ambas regiones y la creación de instituciones integradas por alemanes: el Consejo Económico y el Comité Ejecutivo. El Consejo Económico, compuesto por representantes designados por los parlamentos regionales tendría la facultad de emitir leyes vinculadas a los servicios y finanzas públicas, producción y distribución de bienes, y asuntos monetarios, aunque dichas leyes siempre estarían supeditadas a la aprobación de los respectivos gobiernos militares de cada zona de ocupación. Por su parte, el Comité Ejecutivo, cuyos integrantes eran designados por los gobiernos regionales, tendría como función principal la de supervisar la aplicaciones de las leyes emitidas por el Consejo Económico, además del derecho de elevarle proyectos y recomendaciones.
Rápidamente el poder de estas instituciones fue ampliado otorgándoseles mayores facultades y en 1948 la zona de ocupación francesa se integró la administración conjunta que ya conformaban las zonas británica y norteamericana. Por aquel entonces, el principal problema económico de Alemania era la inflación de precios y la necesidad imperiosa de realizar una reforma monetaria, sin embargo, las discrepancias entre EE. UU. y la URSS aumentaban en el marco de la creciente Guerra Fría lo que volvía inviable cualquier solución consensuada en el Consejo Aliado de Control. La tensión entre ambas superpotencias alcanzó su primera crisis justamente en 1948 cuando los representantes soviéticos decidieron abandonar el Consejo Aliado de Control, lo que permitió a los occidentales realizar una reforma económica integral en sus respectivas zonas de ocupación. El nuevo plan incluía una reforma monetaria elaborada por la Tesorería de Estados Unidos, la cual a su vez se complementó con otras disposiciones macroeconómicas establecidas por Ludwig Erhard, director del Departamento de Economía de la Administración Conjunta de las Zonas Occidentales Ocupadas. En términos generales la reforma económica incluía la introducción de una nueva moneda (Deutschemark), la reducción del gasto público, la prohibición de déficit oficial y la eliminación de todos los controles de precios y de las medidas de racionamiento. El líder soviético, José Stalin, decidió responder a esta medida unilateral cerrando todos los accesos terrestres de Berlín Oeste, sin embargo, el puente aéreo de abastecimiento organizado por los occidentales logró mitigar los efectos del bloqueo que finalmente fue levantado en 1949. Ese mismo año se produce la división final de Alemania cuando las potencias occidentales anuncian que sus zonas de ocupación se unificarían en un nuevo Estado independiente bautizado como la República Federal Alemana (RFA), a lo que los soviéticos respondieron conformando la República Democrática Alemana (RDA) en su respectiva zona de ocupación. Desde entonces, tanto la URSS como los Estados Unidos, decidieron evitar nuevos enfrentamientos en territorio alemán, limitándose únicamente a observar lo que ocurría al otro lado de la frontera, sin realizar ninguna participación explícita en los hechos.

### Período 1950-1959

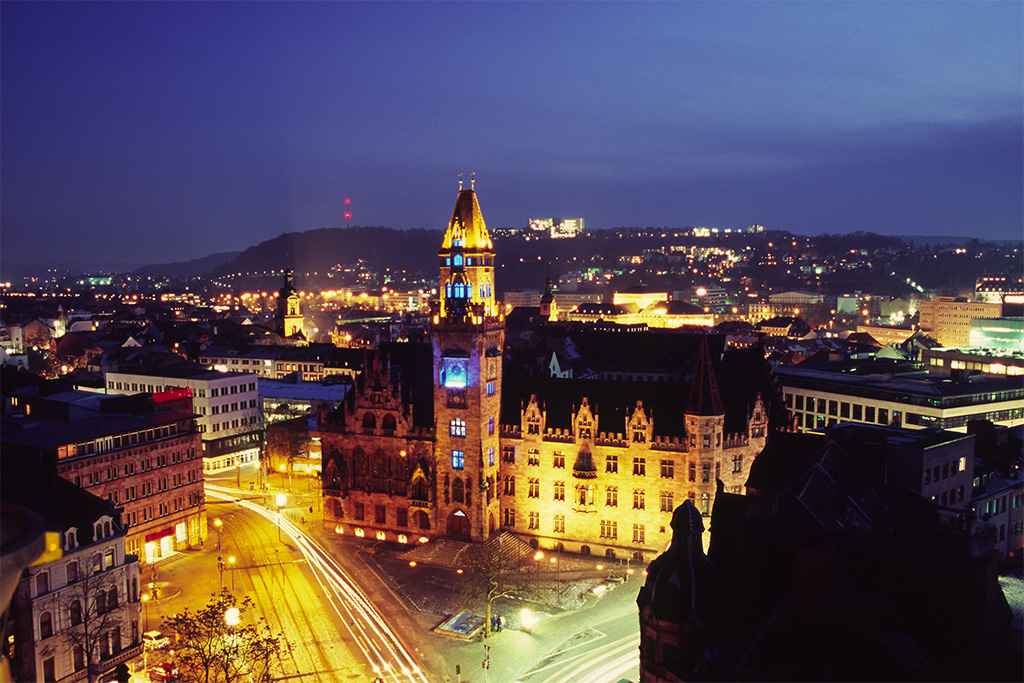
Vista nocturna de Sarrebruck, capital del Estado de Sarre.

La idea de crear una Unión Europea fue propuesta por el ministro de Asuntos Exteriores francés Robert Schuman, quien estaba convencido de que una paz duradera solo sería fruto de la reconciliación y la unión de los estados europeos. Así fue que Schuman, con la ayuda Jean Monnet, elaboró el denominado Plan Shuman publicado el 9 de mayo de 1950. Según dicho plan el carbón y el acero representaban las materias primas básicas de la industria armamentista, por lo tanto, si su administración se realizaba de manera conjunta, ningún país podría sostener una guerra por su propia cuenta. Schuman presentó su Plan al Canciller de Alemania Occidental Konrad Adenauer, quien inmediatamente dio su aprobación. Poco más tarde, Italia, Bélgica, Luxemburgo y los Países Bajos también se sumaron a la iniciativa y en abril de 1951, los seis Estados firmaron en París el acuerdo de la Comunidad Europea del Carbón y del Acero (CECA).
Sin embargo, rápidamente surgieron los primeros obstáculos, produciéndose el primero de ellos en 1951, cuando el canciller Adenauer anunció que no aceptaría la entrada en vigencia de la CECA hasta tanto no se resolviese la situación de la zona del Sarre. El Sarre era un territorio alemán que tras la Segunda Guerra Mundial había pasado al dominio francés con la figura administrativa de Protectorado. Alemania pretendía que el Sarre volviese nuevamente a formar parte de su territorio, mientras que Schuman proponía en 1952, que el Sarre pasara a constituirse como sede de las nuevas instituciones europeas supranacionales, o sea como un "distrito europeo" autónomo. En 1954 se organizó en Sarre un referéndum cuyo resultado concluyó en un rechazo a la denominada "solución europea" y finalmente, en 1956, Francia aceptó su definitiva re-anexión a Alemania Occidental.
El segundo obstáculo lo produjo Francia en 1954, cuando decidió no ratificar el tratado para la constitución de una Comunidad Europea de Defensa (CED), según la cual se conformaría un ejército europeo incluyendo la incorporación de tropas alemanas. La negativa francesa se vinculaba a su intención de contener el poder militar germano, sin embargo, Gran Bretaña, avalada por los Estados Unidos, propuso la firma de un nuevo tratado de defensa bautizado Unión Europea Occidental (UEO) que reconocía la igualdad de derechos de todos sus miembros, incluyendo a Italia y Alemania, aceptando además el fin del régimen de ocupación de la República Federal Alemana por parte de los aliados occidentales.
Desde el punto de vista económico, el Plan Schuman fue un éxito, por lo que los seis países miembros de la CECA decidieron ampliar la cooperación a otros sectores, firmando el 25 de marzo de 1957 el Tratado de Roma, que permitía la constitución de la Comunidad Económica Europea (CEE), también conocida como el Mercado Común Europeo, cuyo objetivo primordial era el de eliminar gradualmente todas las limitaciones a la libre circulación de las personas, bienes y servicios a través de las fronteras intraeuropeas. Un año después, se reunió la Asamblea común de las tres Comunidades (CECA, CEE y Euratom) con el objetivo de elaborar un proyecto para la futura elección directa de los miembros de la Asamblea Parlamentaria europea. Sin embargo, la iniciativa chocó con la idea de Europa que propiciaba Charles De Gaulle, más ligada a la cooperación política entre los Estados, con el objetivo final de alcanzar una confederación europea. A partir de allí se inician una serie de encuentros entre De Gaulle y Adenauer basados en la necesidad de conseguir un entendimiento entre ambas naciones, en una época donde la mayoría de los alemanes aún prefería estrechar vínculos con los Estados Unidos más que con Francia.

### Período 1960-1969

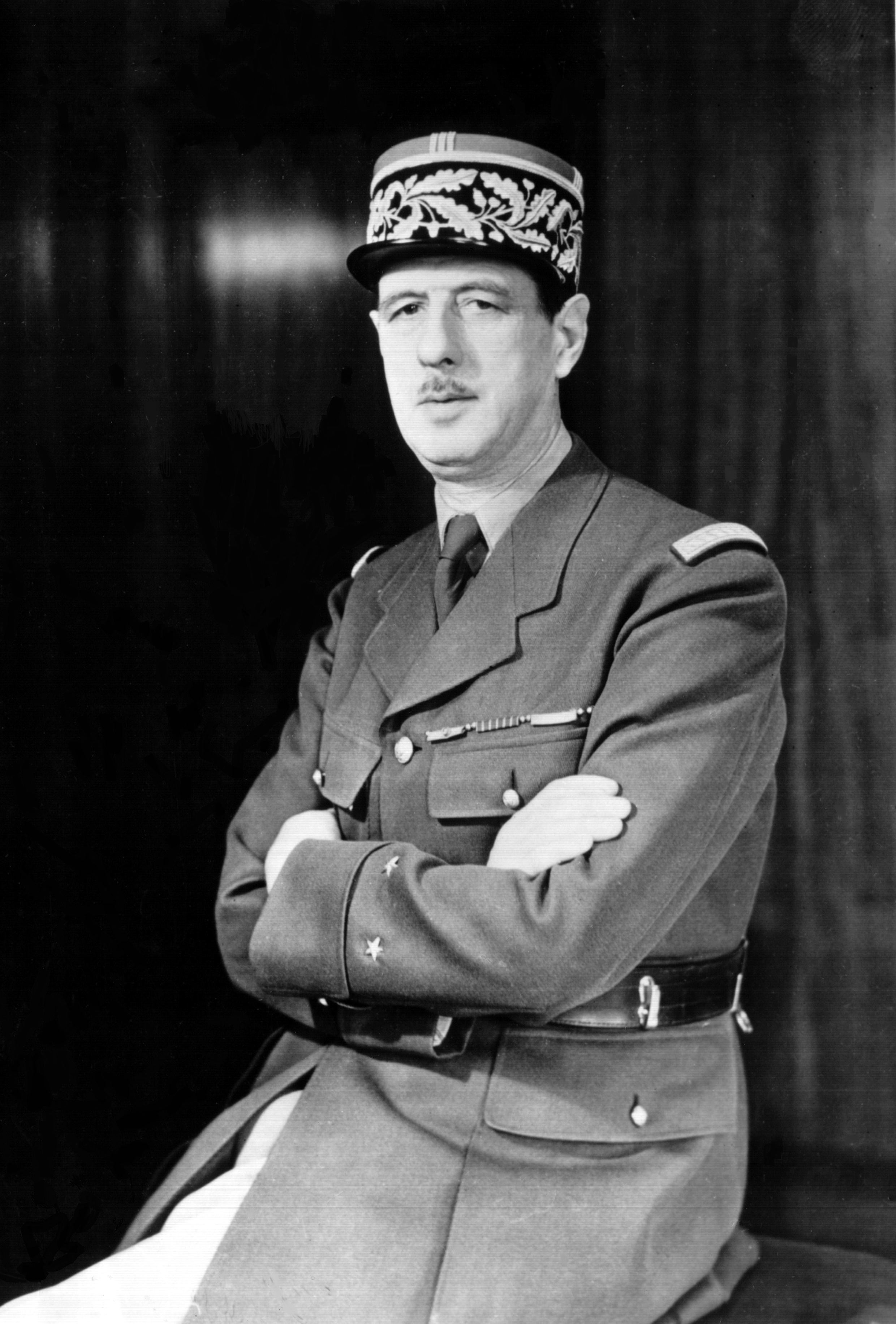
Charles de Gaulle pretendía crear una Confederación de estados europeos.

En 1961, ante la constante emigración de ciudadanos de Berlín Oriental hacia Berlín Occidental, en su mayoría jóvenes, las autoridades de la República Democrática Alemana deciden materializar la frontera entre ambos territorios construyendo un muro que será conocido como el Muro de Berlín. Paralelamente, Europa occidental continúa con su proceso de unificación, elaborándose entre 1961 y 1962 diversos proyectos para encaminar su unión política. Dichos proyectos, basados en la visión europea de De Gaulle, priorizaban la cooperación entre los gobiernos sobre todo en temas vinculados a la defensa y a política exterior, aunque sin profundizar en la integración política y económica. Dichos proyectos fueron finalmente abandonados bajo la acusación de discriminar a los Estados más pequeños y de vaciar de contenido a las instituciones del bloque. Ante el fracaso de estas negociaciones, De Gaulle estrechó aún más sus vínculos con Adenauer, quien vio a Francia como a un verdadero aliado estratégico en un momento en que Estados Unidos iniciaba una nueva etapa de acercamiento con la URSS. Ambos mandatarios se comprometieron a profundizar la unión política de Europa, rechazaron la admisión de Gran Bretaña como miembro de la Comunidad, ratificaron el derecho de los occidentales sobre Berlín Oeste y dejaron abierta la posibilidad de una futura reunificación de Alemania.
Mientras tanto, en 1962 los miembros de la Comunidad Económica Europea dan comienzo a la denominada Política Agrícola Común (PAC) que introduce el control compartido de la producción alimentaria. Como resultado de esta política, la CEE alcanza su propio autoabastecimiento y se logra la uniformidad de los precios dentro de los Estados miembros. Sin embargo, la aplicación de la PAC exacerbó el conflicto político con Francia que se negó a aceptar que la economía de su país quedara en manos de un Consejo, que a partir de enero de 1966, se manejaría a través de la regla de las mayorías, en lugar del sistema de unanimidad, lo que imponía un límite a la soberanía del poder político francés sobre ciertas decisiones económicas nacionales. Francia reaccionó abandonando su puesto en el Consejo de Ministros durante seis meses en un hecho que fue conocido como la "crisis de la silla vacía" y que puso en jaque la continuidad del bloque. Finalmente la crisis se resolvió el 29 de enero de 1966 con el denominado "Compromiso de Luxemburgo", que introdujo la posibilidad de que los Estados miembros pudiesen vetar una decisión del Consejo si creían que ésta afectaba a sus intereses nacionales.
En 1969, con Charles de Gaulle ya alejado de la política francesa, el Consejo Europeo de La Haya imprimió un nuevo impulso al proceso integrador, aprobando la admisión de nuevos miembros a las Comunidades, la fijación de diversas vías de financiamiento propio para las instituciones supranacionales provenientes de ciertos impuestos y aranceles, el otorgamiento de mayores poderes al Parlamento Europeo y la formación de una Comisión de altos funcionarios de Asuntos Exteriores con el fin de establecer un proyecto para la unificación política europea.

### Período 1970-1979
En 1970 se inicia la elaboración del plan para la Unión Económica y Monetaria, como primer paso hacia la creación de una moneda única europea. Dos años después se establece un margen de fluctuación del 2,25% entre las distintas monedas de los seis Estados miembros con el fin de garantizar la estabilidad monetaria dentro de la Comunidad Europea y se establece que la Unión Económica y Monetaria entrará en vigencia en 1980.
También en 1970 se inician las negociaciones con Dinamarca, Irlanda, Noruega y el Reino Unido para incorporarse como futuros Estados miembro. En 1972, cada uno de estos cuatro países establece un referéndum para votar positiva o negativamente su respectiva adhesión a las Comunidades Europeas. Irlanda, Dinamarca y el Reino Unido se pronuncian a favor de su incorporación, mientras que en Noruega el referéndum es negativo, por lo que el Gobierno de ese país desestima presentar ante el Parlamento la Ley para la ratificación de su adhesión. El 1 de enero de 1973, con la incorporación de Irlanda, Dinamarca y el Reino Unido se produce la primera ampliación de la Comunidad que pasa de seis a nueve miembros. Inicialmente, el objetivo del presidente francés, Georges Pompidou es utilizar a Gran Bretaña como contrapeso de Alemania, país que ya demostraba una gran relevancia económica y política. Sin embargo, en 1974 asume el gobierno francés Valéry Giscard d'Estaing quien impulsa nuevamente un mayor entendimiento con los alemanes sobre la necesidad de profundizar la integración europea en todos los ámbitos, un objetivo que sembraba ciertas dudas en los británicos.
El canciller de Alemania Occidental, Helmut Schmidt, mostró un enorme interés por consolidar el crecimiento y la estabilidad de la Comunidad Europea, a tal punto que, como señal de solidaridad con la economías más débiles del bloque, promovió la creación del Fondo Europeo de Desarrollo Regional cuyo fin era el de garantizar la transferencia de recursos financieros desde las regiones más ricas del continente hacia las más pobres y así mejor sus infraestructuras y su competitividad. Por intermedio de este Fondo, el peso económico de la construcción europea era repartido entre todos sus miembros.